# Rigsbroderråd
Rigsbroderråd (ty. Reichsbruderrat) betegnede det ledende gremium inden for Bekendelseskirken under nationalsocialismen i Tyskland. Hver landskirke, Landeskirche, sendte en repræsentant, der i de "Intakte Kirchen" blev valgt af landskirkeledelsen, Landeskirchenleitung – i de "Zerstörten Kirchen" af landsbroderrådet, Landesbruderrat.
Efter Anden verdenskrig fortsatte gremiet som Bruderrat der EKD, "Broderrådet i EKD" (Evangelische Kirche Deutschland). Efter den nødret – "Den kirkelige nødret fra Dahlem" – der blev vedtaget ved bekendelsessynoden i Berlin-Dahlem 1934, var Reichsbruderrat den legitime ledelse for Deutsche Evangelische Kirche, og 1948 blev denne ledelsesfunktion overført til rådet i Evangelische Kirche Deutschland